# Torneo Internacional de Chile 1963
El Torneo Internacional de Chile 1963, nominado como Pentagonal de Santiago de Chile 1963, fue la 9.º edición del torneo amistoso de fútbol, de carácter internacional, disputado en Santiago de Chile y se jugó desde el 30 de marzo hasta el 14 de abril de 1963, una vez finalizada la temporada 1962 del fútbol chileno.
El cuadrangular, que se desarrolló bajo el sistema de todos contra todos, contó con la participación de Colo-Colo, Universidad Católica y Universidad de Chile como equipos anfitriones, y de Peñarol de Uruguay y Vasco da Gama de Brasil como equipos invitados. Esta edición fue la primera en la que jugaron tres equipos de Chile.
Todos los partidos se jugaron en el Estadio Nacional de Chile.
El campeón fue Universidad de Chile, que, en forma invicta y por diferencia de goles, se adjudicó su primer título del Torneo Internacional de Chile.

## Datos de los equipos participantes
| Equipo               | Calidad                                                       |
| -------------------- | ------------------------------------------------------------- |
| Universidad de Chile | Anfitrión y campeón de la Primera División de Chile 1962      |
| Universidad Católica | Anfitrión y subcampeón del Primera División de Chile 1962     |
| Colo-Colo            | Anfitrión y tercer lugar de la Primera División de Chile 1962 |
| Peñarol              | Invitado y campeón de la Primera División de Uruguay 1962     |
| Vasco da Gama        | Invitado y cuarto lugar del Campeonato Carioca 1962           |

## Aspectos generales

### Modalidad
El torneo se jugó en una sola rueda de cinco fechas, bajo el sistema de todos contra todos, resultando campeón aquel equipo que acumulase más puntos en la tabla de posiciones. Si al término del torneo, dos equipos igualaban en la primera posición con la misma cantidad de puntos, el campeón se definía mediante la diferencia de goles.

## Partidos

### Fecha 1
| Torneo Internacional de Chile 1963 1.º fecha; 30 de marzo de 1963 | Universidad Católica    | 2:2 | Vasco da Gama                 | Estadio Nacional, Ñuñoa, Santiago (Chile)                   |                                                             |
|                                                                   | Tobar 2' · Galdámez 77' |     | Joaosinho 43' · Saulsinho 46' | Asistencia: 30.204 espectadores Árbitro(s): José Luis Silva | Asistencia: 30.204 espectadores Árbitro(s): José Luis Silva |

| Torneo Internacional de Chile 1963 1.º fecha; 31 de marzo de 1963 | Colo-Colo | 1:3 | Peñarol                                                   | Estadio Nacional, Ñuñoa, Santiago (Chile)              |                                                        |
|                                                                   | Valdés 4' |     | Ángel Rubén Cabrera 67' · Juan Joya 70' · Pedro Rocha 73' | Asistencia: 30.204 espectadores Árbitro(s): Mario Gasc | Asistencia: 30.204 espectadores Árbitro(s): Mario Gasc |

- Libre: Universidad de Chile

### Fecha 2
| Torneo Internacional de Chile 1963 2.º fecha; 3 de abril de 1963 | Colo-Colo                       | 3:4 | Universidad Católica                     | Estadio Nacional, Ñuñoa, Santiago (Chile)                |                                                          |
|                                                                  | González 65', 86' · Spencer 84' |     | Tobar 1' · Ramírez 15', 26' · Ibáñez 82' | Asistencia: 33.691 espectadores Árbitro(s): Jorge Cruzat | Asistencia: 33.691 espectadores Árbitro(s): Jorge Cruzat |

| Torneo Internacional de Chile 1963 2.º fecha; 3 de abril de 1963 | Universidad de Chile                                         | 6:1 | Peñarol  | Estadio Nacional, Ñuñoa, Santiago (Chile)                        |                                                                  |
|                                                                  | Sánchez 1' · Álvarez 11', 30' · Campos 15', 20' · Marcos 81' |     | Joya 47' | Asistencia: 33.691 espectadores Árbitro(s): Carlos Robles Robles | Asistencia: 33.691 espectadores Árbitro(s): Carlos Robles Robles |

- Libre: Vasco da Gama

### Fecha 3
| Torneo Internacional de Chile 1963 3.º fecha; 9 de abril de 1963 | Peñarol                  | 2:3 | Vasco da Gama                            | Estadio Nacional, Ñuñoa, Santiago (Chile)                    |                                                              |
|                                                                  | Cabral 30' · Cabrera 88' |     | Lorico 49' (pen.) · Saul 61' · Celio 79' | Asistencia: 22.678 espectadores Árbitro(s): Adolfo Reginatto | Asistencia: 22.678 espectadores Árbitro(s): Adolfo Reginatto |

| Torneo Internacional de Chile 1963 3.º fecha; 9 de abril de 1963 | Colo-Colo  | 1:4 | Universidad de Chile                         | Estadio Nacional, Ñuñoa, Santiago (Chile)                     |                                                               |
|                                                                  | Valdés 69' |     | Campos 24' · Álvarez 49', 60' · Fumaroni 79' | Asistencia: 22.678 espectadores Árbitro(s): Sergio Bustamante | Asistencia: 22.678 espectadores Árbitro(s): Sergio Bustamante |

- Libre: Universidad Católica

### Fecha 4
| Torneo Internacional de Chile 1963 4.º fecha; 11 de abril de 1963 | Universidad Católica | 1:1 | Universidad de Chile | Estadio Nacional, Ñuñoa, Santiago (Chile)                |                                                          |
|                                                                   | Jorquera 29'         |     | Musso 74'            | Asistencia: 34.828 espectadores Árbitro(s): Jorge Cruzat | Asistencia: 34.828 espectadores Árbitro(s): Jorge Cruzat |

| Torneo Internacional de Chile 1963 4.º fecha; 11 de abril de 1963 | Colo-Colo  | 1:3 | Vasco da Gama                          | Estadio Nacional, Ñuñoa, Santiago (Chile)                      |                                                                |
|                                                                   | Valdés 73' |     | Celio 32' · Lorico 62' · Saulcinho 71' | Asistencia: 34.828 espectadores Árbitro(s): Lorenzo Cantillana | Asistencia: 34.828 espectadores Árbitro(s): Lorenzo Cantillana |

- Libre: Peñarol

### Fecha 5
| Torneo Internacional de Chile 1963 5.º fecha; 14 de abril de 1963 | Universidad Católica           | 2:4 | Peñarol                                                  | Estadio Nacional, Ñuñoa, Santiago (Chile)                   |                                                             |
|                                                                   | Tobar 60' · Ramírez 77' (pen.) |     | Moacyr Pinto 13' · Cabrera 58' · Rocha 63' · Matosas 83' | Asistencia: 22.296 espectadores Árbitro(s): Domingo Massaro | Asistencia: 22.296 espectadores Árbitro(s): Domingo Massaro |

| Torneo Internacional de Chile 1963 5.º fecha; 14 de abril de 1963 | Universidad de Chile   | 2:2 | Vasco da Gama             | Estadio Nacional, Ñuñoa, Santiago (Chile)                 |                                                           |
|                                                                   | Coll 55' · Sánchez 73' |     | Joaosinho 41' · Celio 60' | Asistencia: 22.296 espectadores Árbitro(s): Carlos Robles | Asistencia: 22.296 espectadores Árbitro(s): Carlos Robles |

- Libre: Colo-Colo

## Tabla de posiciones
| Pos | Equipo               | PJ | PG | PE | PP | GF | GC | Dif | Pts |
| --- | -------------------- | -- | -- | -- | -- | -- | -- | --- | --- |
| 1.  | Universidad de Chile | 4  | 2  | 2  | 0  | 13 | 5  | 8   | 6   |
| 2.  | Vasco da Gama        | 4  | 2  | 2  | 0  | 10 | 7  | 3   | 6   |
| 3.  | Universidad Católica | 4  | 1  | 2  | 1  | 9  | 10 | -1  | 4   |
| 4.  | Peñarol              | 4  | 2  | 0  | 2  | 10 | 12 | -2  | 4   |
| 5.  | Colo-Colo            | 4  | 0  | 0  | 4  | 6  | 14 | -8  | 0   |

Pos = Posición; PJ = Partidos jugados; PG = Partidos ganados; PE = Partidos empatados; PP = Partidos perdidos; GF = Goles a favor; GC = Goles en contra; Dif = Diferencia de gol; Pts = Puntos
|  | Campeón |

## Campeón
| Chile                           |
| Universidad de Chile 1.º título |